# Nantokit
Nantokit, veraltet auch Kupferchlorür, ist ein selten vorkommendes Mineral aus der Mineralklasse der „Halogenide“ mit der chemischen Zusammensetzung CuCl und damit chemisch gesehen Kupfer(I)-chlorid.
Nantokit kristallisiert im kubischen Kristallsystem, entwickelt aber nur winzige Kristalle von einigen Mikrometern bis maximal einem Millimeter Größe, daher findet er sich meist in Form körniger bis massiger Mineral-Aggregate oder krustiger Überzüge. In reiner Form sind frische Proben vom Nantokit farblos und durchsichtig mit diamantähnlichem Glanz auf den Oberflächen. Durch vielfache Lichtbrechung aufgrund von Gitterbaufehlern oder polykristalliner Ausbildung kann er aber auch weiß oder grau erscheinen.

## Etymologie und Geschichte
Erstmals entdeckt wurde Nantokit durch den Ingenieur Albert Herrmann in der Carmen Bajo Mine bei Nantoko (Provinz Copiapó) in der chilenischen Región de Atacama und beschrieben 1868 durch August Breithaupt, der das Mineral nach seiner Typlokalität benannte.
Typmaterial des Minerals wird in der Mineralogischen Sammlung der TU Bergakademie Freiberg aufbewahrt (Katalog-Nr. 12013 / M 1,7).

## Klassifikation
Bereits in der veralteten 8. Auflage der Mineralsystematik nach Strunz gehörte der Nantokit zur Mineralklasse der „Halogenide“ und dort zur Abteilung der „Einfachen Halogenide“, wo er zusammen mit Marshit und Miersit die „Miersit-Reihe“ mit der System-Nr. III/A.01a innerhalb der „Miersit-Jodargyrit-Gruppe“ bildete.
Im überarbeiteten und aktualisierten Lapis-Mineralienverzeichnis nach Stefan Weiß, das sich aus Rücksicht auf private Sammler und institutionelle Sammlungen noch nach dieser alten Form der Systematik von Karl Hugo Strunz richtet, erhielt das Mineral die System- und Mineral-Nr. III/A.01-10. In der „Lapis-Systematik“ entspricht dies ebenfalls der Abteilung „Einfache Halogenide“, wo Nantokit zusammen mit Marshit und Miersit eine eigenständige, aber unbenannte Gruppe bildet (Stand 2018).
Die seit 2001 gültige und von der International Mineralogical Association (IMA) bis 2009 aktualisierte 9. Auflage der Strunz’schen Mineralsystematik ordnet den Nantokit dagegen in die bereits feiner unterteilte Abteilung der „Einfachen Halogenide ohne H2O“ ein. Diese ist zudem weiter unterteilt nach dem Stoffmengenverhältnis von Metall zum jeweiligen Halogen, so dass das Mineral entsprechend seiner Zusammensetzung in der Unterabteilung „M : X = 1 : 1 und 2 : 3“ zu finden ist, wo es als Namensgeber die „Nantokitgruppe“ mit der System-Nr. 3.AA.05 und den weiteren Mitgliedern Marshit und Miersit bildet.
Auch die vorwiegend im englischen Sprachraum gebräuchliche Systematik der Minerale nach Dana ordnet den Nantokit in die Klasse und dort in die gleichnamige Abteilung der „Halogenide“ ein. Auch hier ist er zusammen mit Marshit und Miersit in der „Nantokit-Reihe“ mit der System-Nr. 09.01.07 innerhalb der Unterabteilung „Wasserfreie und wasserhaltige Halogenide mit der Formel AX“ zu finden.

## Kristallstruktur
Nantokit kristallisiert kubisch in der Raumgruppe F43m (Raumgruppen-Nr. 216) mit dem Gitterparameter a = 5,42 Å sowie 4 Formeleinheiten pro Elementarzelle.

## Eigenschaften
Das Mineral ist instabil und überzieht sich ungeschützt an feuchter Luft relativ schnell mit einer grünlichen Kruste aus Atacamit (Cu2Cl(OH)3) oder Paratacamit (Cu2(Cu,Zn)(OH)6Cl2). Selbst in zugeschmolzenen Glasröhrchen ist diese Verwitterung nicht hundertprozentig aufzuhalten.

## Bildung und Fundorte
Nantokit bildet sich meist sekundär in hydrothermalen, kupferhaltigen Lagerstätten, kann aber selten auch als Sublimationsprodukt aus vulkanischen Gasen oder in der Oxidationszone von ariden Kupferlagerstätten entstehen. Als Begleitmineral können je nach Fundort neben Atacamit und Paratacamit unter anderem noch Cerussit, Claringbullit, Cuprit, Hämatit und gediegen Kupfer auftreten.
Als seltene Mineralbildung konnte Nantokit nur an wenigen Fundorten nachgewiesen werden, wobei bisher (Stand 2014) rund 30 Fundorte als bekannt gelten. Seine Typlokalität Carmen Bajo Mine bei Nantoko ist dabei der bisher einzige bekannte Fundort in Chile.
Der bisher einzige bekannte Fundort in Deutschland ist die Kupfer-Silberhütte „Gottesbelohnung“ bei Hettstedt in Sachsen-Anhalt.
Weitere bisher bekannte Fundorte sind Broken Hill (New South Wales) und Cloncurry (Queensland) in Australien, Avyssalos auf Serifos und Lavrio in der Region Attika in Griechenland, Padritola im indischen Bundesstaat Madhya Pradesh, verschiedene Fundpunkte am Monte Somma (Kampanien), bei Carpenara (Val Varenna, Ligurien), Campiglia Marittima und Piombino (Toskana) in Italien, Schesqasghan (Dzhezkazgan) in Kasachstan, Mapimí und San José im Municipio Villagrán (Tamaulipas) in Mexiko, Bou Skour im Jbel Sarhro in Marokko, Chrzanów und Bytom in Polen, Tscheljabinsk (Ural) in Russland, Huércal-Overa in der spanischen Provinz Almería, Krupka (Böhmen) in Tschechien, Trewellard im Bergbaurevier St Just, Cornwall (England) im Vereinigten Königreich sowie Bisbee (Arizona), Stamford (Connecticut), Mass City (Michigan), Steeple Rock im Grant County (New Mexico) und Balmat (New York) in den Vereinigten Staaten von Amerika.